# Moulin Mattei

Moulin Mattei (vor der Restauration)

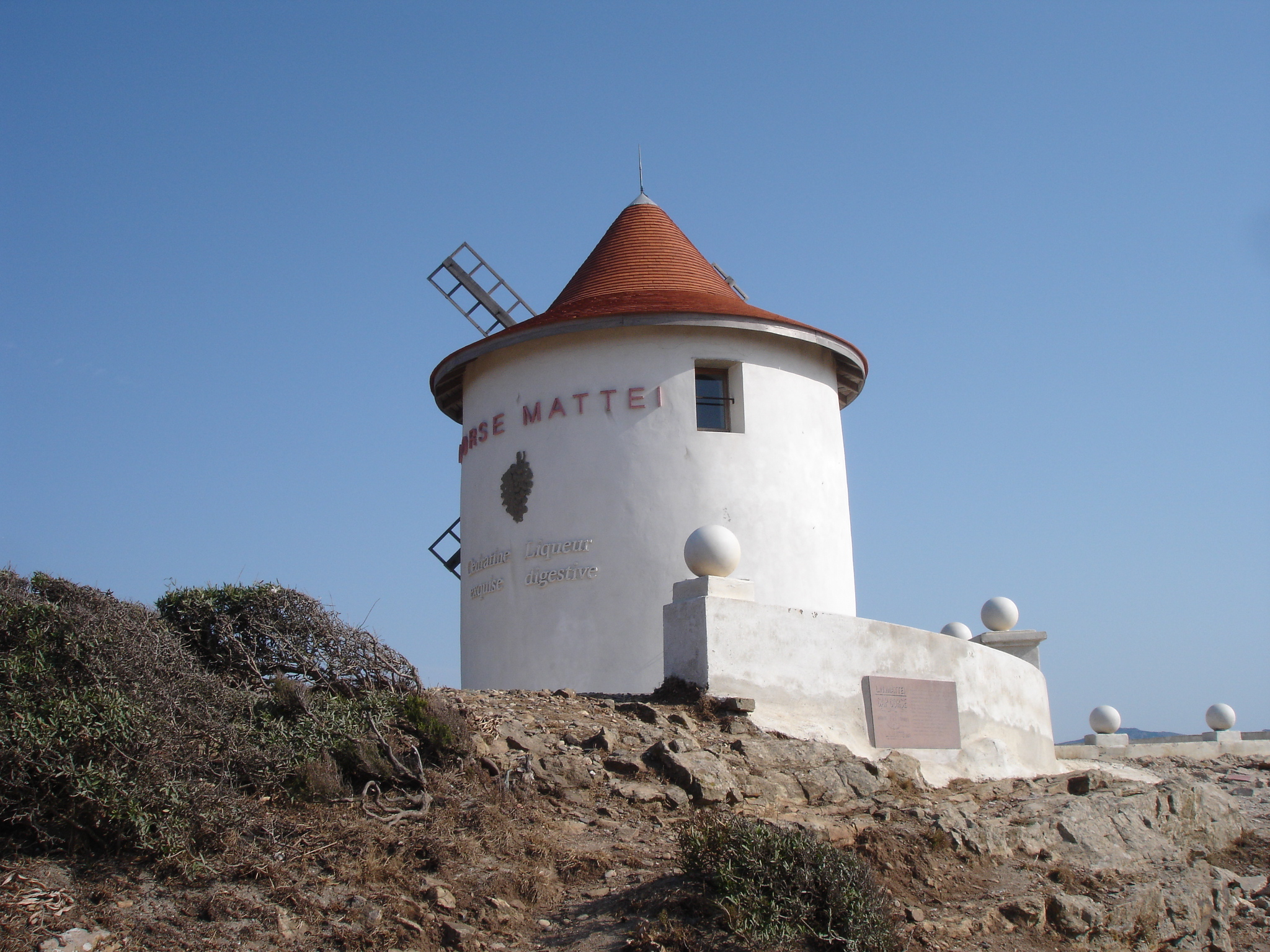
Moulin Mattei (2007)

Die Moulin Mattei (von frz. Moulin = Mühle) ist eine alte Windmühle auf der Mittelmeerinsel Korsika. Sie befindet sich im Gemeindegebiet von Ersa am nordwestlichen Ende des Cap Corse an der Straße zwischen Botticella und Centuri-Port und steht auf einer Anhöhe (dem Col de la Serra – 365 m) mit schöner Aussicht. Für Touristen ist die Mühle gut zu erreichen (Parkplatz unterhalb). Moulin Mattei wurde von der Familie Mattei aus Bastia (Nachkommen von Louis Napoléon Mattei aus Ersa) gekauft und dient ihr als Möglichkeit, für ihren Aperitif „Cap Corse“ zu werben. Seit April 2004 ist die Mühle komplett restauriert inklusive des ehemals zerstörten Dachs. Von der Mühle führte außerdem eine Stichstraße zur Pointe de Torricella (562 m), auf der heute einige Windkraftanlagen stehen.